# Ilona Feher
Pour les articles homonymes, voir Feher.
Dans le nom hongrois Fehér Ilona, le nom de famille précède le prénom, mais cet article utilise l’ordre habituel en français Ilona Fehér, où le prénom précède le nom.
Ilona Feher ou Fehér, née le 1er décembre 1901 à Budapest en Hongrie et morte en janvier 1988 à Holon en Israël, est une violoniste représentative de l’École d'Europe centrale, comptant également Joseph Joachim, Otakar Ševčík et Jenő Hubay. Elle fut également un professeur renommé,.

## Biographie
Ilona Feher étudie le violon pendant six ans dans la classe de Jenő Hubay, à l'université de musique Franz-Liszt de Budapest. Elle bénéficie également des cours de Joseph Bloch, Josef Smvilovitch et Imre Pogany (ru).
Entre les deux guerres mondiales, elle se produit dans toute l'Europe, notamment avec Willem Mengelberg et l'Orchestre royal du Concertgebouw, l'orchestre symphonique le plus important et le plus célèbre des Pays-Bas.
Ilona Feher vit à Budapest jusqu'en 1942, date à laquelle elle est envoyée avec sa fille en camp de concentration, dont elles s'échappent en 1944. 
En 1949, elle s'installe en Israël, où elle devient principalement professeur de violon à la Rubin Académie de Tel Aviv. Parmi ses plus de 250 élèves, beaucoup deviendront célèbres, comme les solistes Pinchas Zukerman, Shlomo Mintz, Hagai Shaham, Ittai Shapira, Moshe Hammer ou Yehonatan Berick, les chambristes Shmuel Ashkenasi et David Ehrlich, les musiciens d'orchestre Ron Ephrat (Rotterdam Philharmonic), Yaakov Rubinstein (en) (Orchestre symphonique de Bamberg), ou encore le chef d'orchestre Yoel Levi.